# Гоми ода
Гоми ода (арм. Գոմի օդա) или гомасеняк (арм. Գոմասենյակ) — в армянском национальном жилище отделённая от помещения для скота толстой стеной-перегородкой комната для приёма гостей, мужских собраний и др. Как правило в ода собирались мужчины. Однако в тех случаях, когда в ода приходил гусан /ашуг из другого села или города, девушкам и женщинам разрешалось находиться в ода, но располагались они ближе к выходу. 
В сравнительно больших армянских поселениях кварталы имели свои центры, расположенные вблизи ручьёв, родников, тенистых деревьев или же на перекрёстках небольших улочек. В зимний же период подобным центром служила гоми ода, представлявшая собой большую жилую комнату при хлеве состоятельных и уважаемых односельчан.